# Edouard-Louis-Alexandre Brisebarre

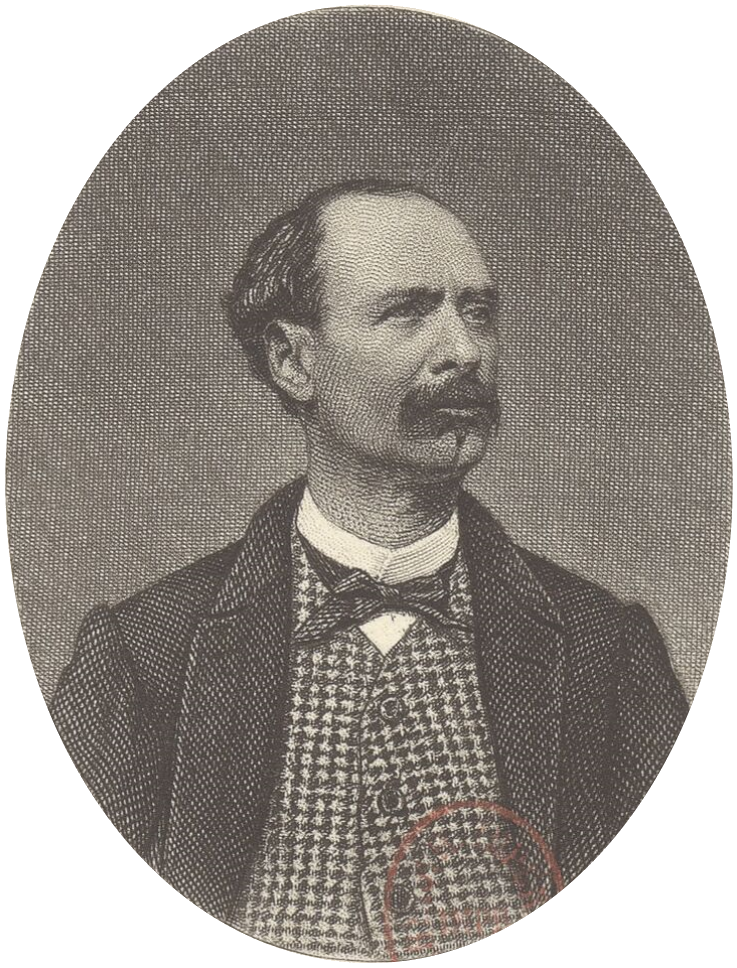
Edouard-Louis-Alexandre Brisebarre (1867)

Édouard Louis Alexandre Brisebarre (* 12. Februar 1818 in Paris; † 17. Dezember 1871 ebenda) war ein französischer Theaterdichter.

## Leben
Brisebarre besuchte das Lycée Charlemagne (4. Arrondissement). Während der Julirevolution von 1830 arbeitete er als Schreiber im Büro eines Advokaten. Als sich die Julimonarchie etabliert hatte und erhielt Brisebarre unter der Herrschaft des Bürgerkönigs Louis-Philippe I. das Amt eines Steuereinnehmers, das er aber schon bald wieder abgeben musste.
In der folgenden Zeit versuchte sich Brisebarre als Schauspieler und schloss sich einer Wanderbühne an. Wirklich reüssieren konnte er aber dort weniger als Schauspieler denn als Librettist. Seinen Durchbruch erlebte er 1835 mit seinem ersten Stück La fiole de Cagliostro, das er zusammen mit Auguste Anicet-Bourgeois veröffentlichte bzw. auf die Bühne brachte.
Trotz des verlorenen Kriegs wollte Brisebarre nach dem Frieden von Frankfurt 1871 ein patriotisches Werk schaffen, doch er kam über den Anfang nicht hinaus. Am 17. Dezember 1871 starb er in Paris und fand seine letzte Ruhestätte auf dem Friedhof Père-Lachaise (Division 71).

## Rezeption
Brisebarre hat seitdem, meist in Gemeinschaft mit anderen Autoren, über 100 Stücke geliefert, zum Teil Dramen, meist jedoch Vaudevilles von jenem Genre, bei welchem der Witz an das Possenhafte streift und am häufigsten nur in der Zweideutigkeit der Situationen und der Sprache besteht.

## Werke (Auswahl)
Dramen
- La fiole de Cagliostro. Paris 1835.
  - Deutsch: Der Wundertrank. Berlin 1840 (übersetzt von Alexander Cosmar)
- La Vie en partie double . Paris 1845.
- Drinn-Drinn. Paris 1851.
- Rose Bernard. Drame en 5 actes. Paris 1857.
- Les Ménages de Paris. Drame en 7 actes. Paris 1859.
- zusammen mit Eugène Nus: Les portiers. Scènes de la vie parisienne. Paris 1860.
- Le Garçon de ferme. Paris 1861.
- Maison Saladier. Scènes de la vie réellle en deux actes. Paris 1861.
- Monsieur de la Raclée. Scènes de la vie bourgeoise. Paris 1862.
- Léonard. Drame en 5 actes et 7 tableaux. Paris 1863.

Komödien
- Un tigre du Bengale. Paris 1849.
  - Deutsch: Ein bengalischer Tiger. Lustspiel in einem Aufzug (= Reclams Universal-Bibliothek, Band 298). Reclam, Leipzig 1871 (übersetzt von Otto Randolf)
- La Vache enragée. Paris 1865.
- Les Rentiers. Scénes de la vie bourgeoise en 5 actes. Paris 1867.

Sammlung
- zusammen mit Eugène Nus: Les Drames de la vie. Paris 1860.

1. Le garçon de ferme. Les pauvres filles. Botany-Bay (Teil 1)
2. Botany-Bay (Teil 2). Le musicien des rues. Le retour de Melun.

Dieser Artikel basiert auf einem gemeinfreien Text aus Meyers Konversations-Lexikon, 4. Auflage von 1888 bis 1890.
| Personendaten    | Personendaten                                            |
| ---------------- | -------------------------------------------------------- |
| NAME             | Brisebarre, Edouard-Louis-Alexandre                      |
| ALTERNATIVNAMEN  | Brisebarre, Édouard Louis Alexandre; Brisebarre, Edouard |
| KURZBESCHREIBUNG | französischer Theaterdichter                             |
| GEBURTSDATUM     | 12. Februar 1818                                         |
| GEBURTSORT       | Paris                                                    |
| STERBEDATUM      | 17. Dezember 1871                                        |
| STERBEORT        | Paris                                                    |